# Atybe
Atybe – rodzaj chrząszczy z rodziny kózkowatych i podrodziny zgrzypikowych. 

## Zasięg występowania
Przedstawiciele tego rodzaju występują na Madagaskarze oraz w Malawi.

## Systematyka
Do Atybe należą 2 gatunki:
- Atybe nyassensis
- Atybe planti